# Galeodes lybicus
Galeodes lybicus är en spindeldjursart som beskrevs av Roewer 1941. Galeodes lybicus ingår i släktet Galeodes och familjen Galeodidae. Inga underarter finns listade i Catalogue of Life.